# Aeroporto da capital (Kentucky)

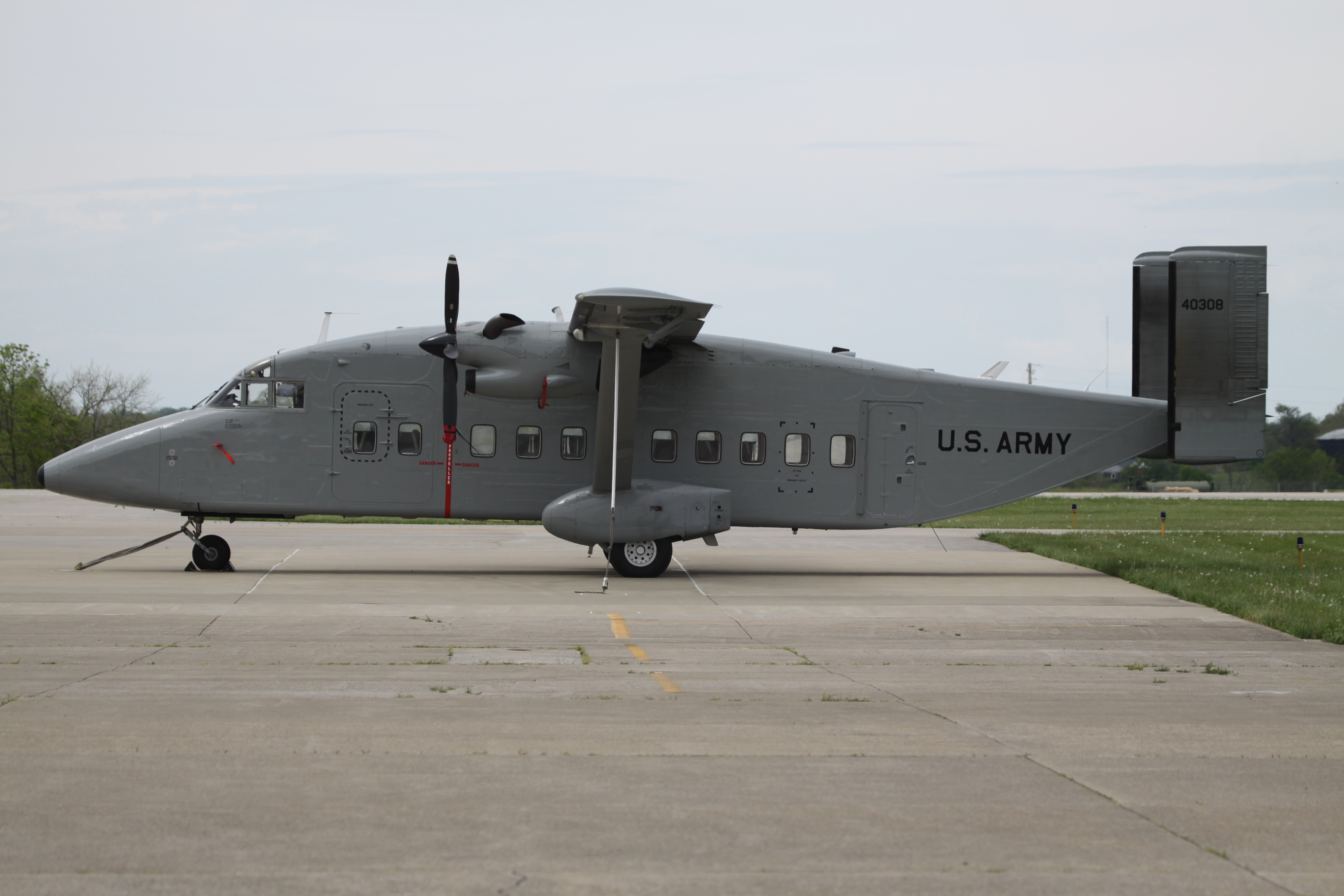
Frankfort Capital City Airport

Aeroporto da capital (Kentucky) (IATA: FFT, ICAO: KFFT, FAA LID: FFT) é um aeroporto de uso público localizado a uma milha náutica (1,85 km) a sudoeste do distrito comercial central de Frankfort, uma cidade no condado de Franklin, Kentucky, Estados Unidos. Este aeroporto é de propriedade da Commonwealth of Kentucky. É usado inteiramente para aviação geral e aviação militar.

## Instalações e aeronaves
O Aeroporto da capital cobre uma área de 375 acres (152 ha) a uma altitude de 806 pés (246 m) acima do nível médio do mar. Tem uma pista pavimentada asfáltica designada 7/25 que mede 5.900 por 100 pés (1.798 x 30 m).
Para o período de 12 meses encerrado em 8 de março de 2007, o aeroporto teve 34.200 operações de aeronaves, uma média de 93 por dia: 88% de aviação geral, 9% de táxi aéreo e 3% de militares. Naquela época havia 71 aeronaves baseadas neste aeroporto: 75% monomotor, 14% multi-motor e 11% helicóptero.